# Józef Kłaptocz
Józef Kłaptocz (ur. 18 sierpnia 1923 w Czechowicach-Dziedzicach, zm. 21 marca 2008) – polski lekarz, w młodości skoczek do wody, mistrz Polski.

## Życiorys
Uczył się w Bielsku. Był zawodnikiem miejscowego BBTS (1947–1949), Polonii Bytom, następnie zamieszkał we Wrocławiu, gdzie był trenerem skoków do wody na miejscowej Akademii Wychowania Fizycznego oraz w Ślęzie Wrocław. Był wielokrotnym mistrzem Polski w skokach do wody (wieża – 1947, 1949, 1950, 1951, 1952, 1954, trampolina – 1950).
Po ukończeniu studiów medycznych pracował jako lekarz, w latach 60. był kierownikiem Dzielnicowego Wydziału Zdrowia Wrocław – Psie Pole, od 1972 dyrektorem Miejskiego Szpitala Zakaźnego we Wrocławiu, po jego likwidacji dyrektorem Wojewódzkiego Szpitala Chorób Infekcyjnych we Wrocławiu. W 1996 przeszedł na emeryturę.